# ركود استوائي

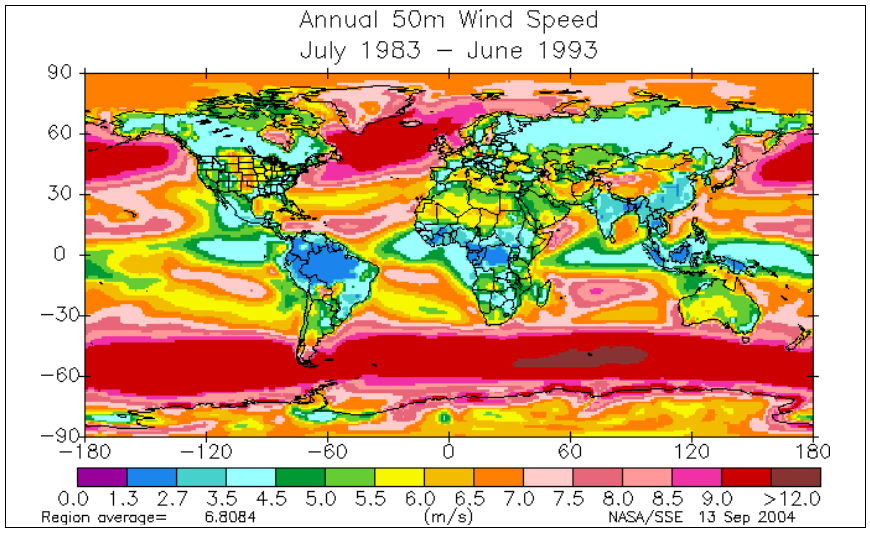

إن الركود الاستوائي (بالإنجليزية: Doldrums)‏، هو تعبير علمي مشتق من الاستخدام البحري التاريخي، والذي يشير إلى تلك المناطق والأجزاء من المحيط الأطلسي والمحيط الهادي المتأثرة بمنطقة منخفضة الضغط حول خط الاستواء حيث تكون الرياح السائدة هادئة.
يبدو أن هذا المصطلح قد نشأ في القرن الثامن عشر، عندما أصبحت رحلات الإبحار عبر خط الاستواء أكثر شيوعًا. بما أن هذه المنطقة تتلاقى فيها رياح تجارية، فإنها تسمى أيضًا منطقة التقارب المدارية. تقع تقريبا بين خطوط العرض 5 درجات الشمال والجنوب.